# 天主教锡耶纳-埃尔萨谷口村-蒙塔尔奇诺总教区

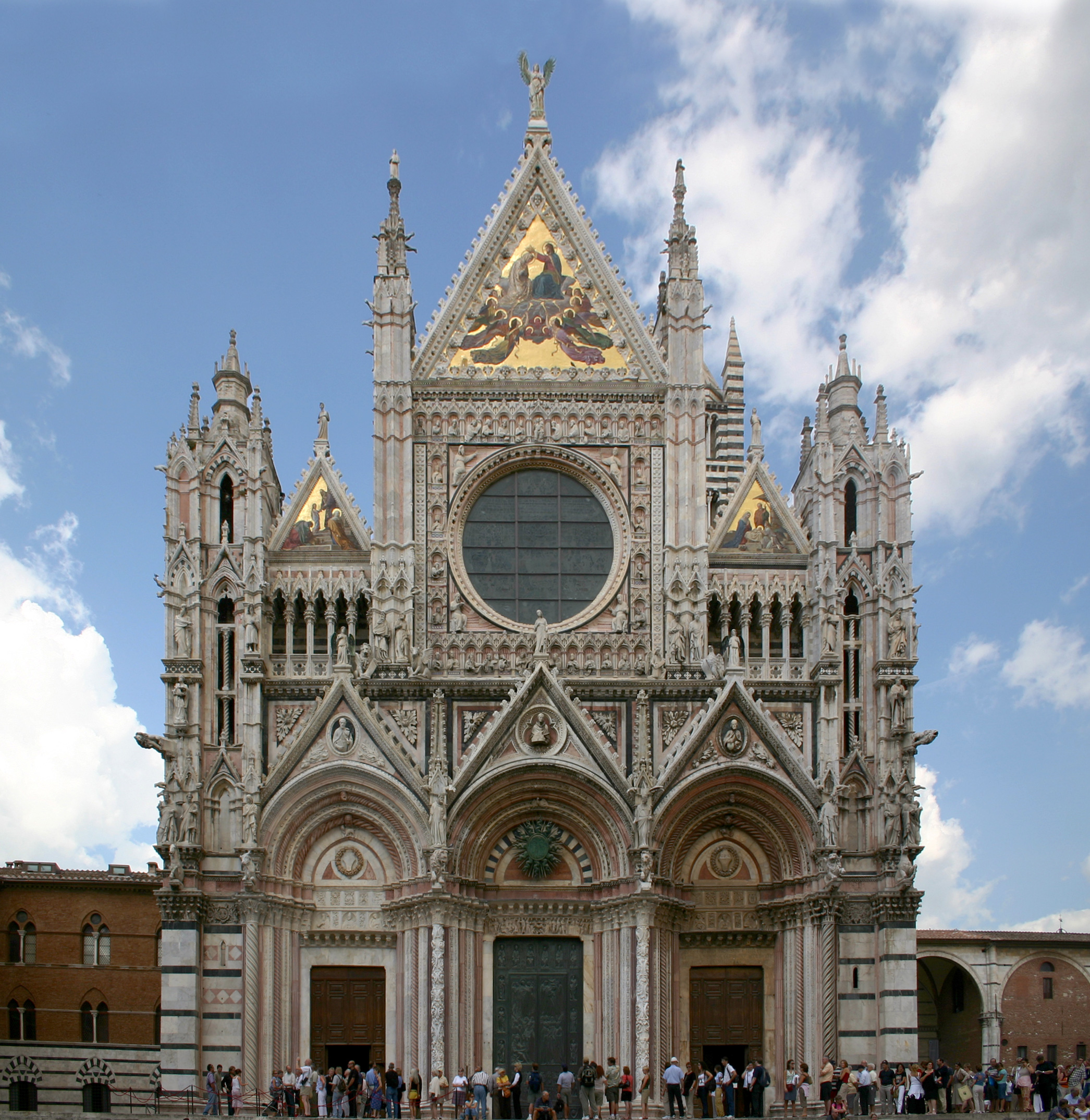
锡耶纳主教座堂

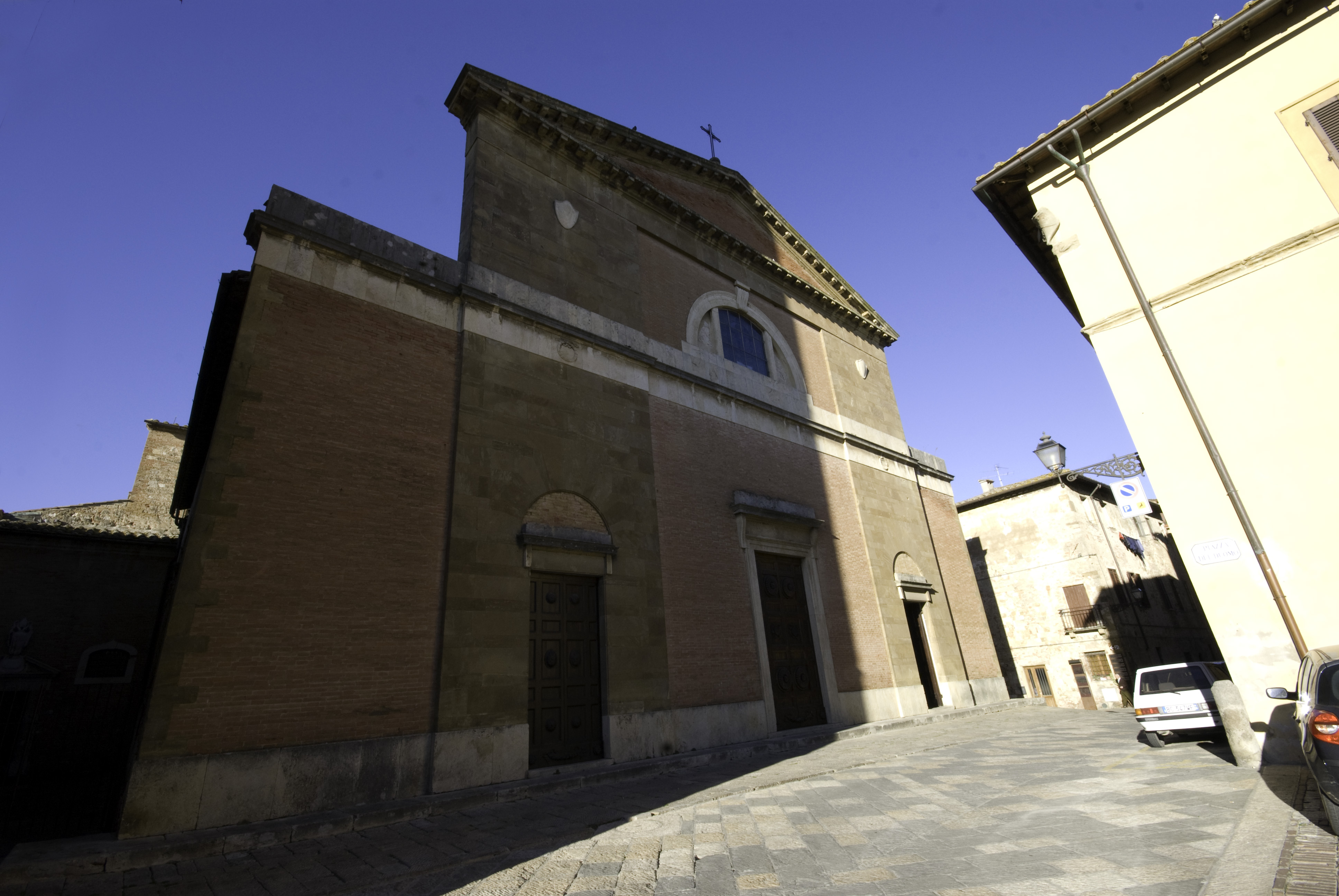
埃尔萨谷口村主教座堂

天主教锡耶纳-埃尔萨谷口村-蒙塔尔奇诺总教区是罗马天主教设在意大利中部托斯卡纳大区的一个教区。
現任總主教為奧斯定·保祿·洛尤迪切樞機，榮休總主教為嘉耶當·博尼切利和安多尼·布翁克里斯蒂亞尼。